# اولیگومایسین
اولیگومایسین (به انگلیسی: Oligomycin) یک ترکیب شیمیایی با شناسه پاب‌کم ۶۴۵۰۱۹۷ است. که جرم مولی آن ۷۹۱٫۰۶۲ g/mol می‌باشد. 